# Хилс енд Дејлс (Кентаки)
Хилс енд Дејлс (енгл. Hills and Dales) град је у америчкој савезној држави Кентаки.

## Демографија
По попису из 2010. године број становника је 142, што је 11 (-7,2%) становника мање него 2000. године.
| Група             | 2000.       | 2010.       |
| Белци             | 147 (96,1%) | 138 (97,2%) |
| Афроамериканци    | 0 (0,0%)    | 3 (2,1%)    |
| Азијати           | 4 (2,6%)    | 0 (0,0%)    |
| Хиспаноамериканци | 0 (0,0%)    | 0 (0,0%)    |
| Укупно            | 153         | 142         |